# Famille Cuneo d'Ornano
Pour les articles homonymes, voir Ornano (homonymie).
La famille Cuneo d'Ornano est une famille subsistante de la noblesse française, originaire de Corse. Elle s'est distinguée par les fonctions politiques et militaires occupées par ses membres.
Elle a été illustrée par Gustave Cuneo d'Ornano, député français (1845-1906).

## Histoire
La famille Cuneo d'Ornano, appartient à la noblesse de Gênes, du Saint-Empire, de Sienne, de Naples, de Venise et France.
A Gênes, elle fait partie de l'ancienne noblesse, elle est confirmée dans l'ancienne noblesse et dans son titre de Magnifique, en 1528, elle reçoit, en même temps que de nombreux et précieux privilèges honorifiques, de nouvelles confirmations de son ancienne noblesse et de son titre de Magnifique dans des lettres-patentes du 19 juin 1635, 7 août 1677, 11 avril 1680, 11 juin 1680, 14 juin 1739, 1 avril 1756.
Au Saint-Empire, elle est considérée comme noble, à partir de 1530. À Sienne, on la trouve dans la noblesse en 1200. À Naples, elle est dans la noblesse en 1380. À Venise, elle est inscrite dans la noblesse en 1667.
En France, enfin, en 1771, après l'annexion de la Corse à la France, Louis XV ayant décidé en 1770 que les familles nobles habitant l'île pourraient faire leurs preuves de noblesse et, si celles-ci étaient jugées suffisantes, seraient admises dans l'ordre de la noblesse du Royaume, la famille Cuneo d'Ornano revendiqua et obtint de bénéficier de ce privilège. Elle fut admise dans l'ordre de la noblesse du royaume de France.
Voici un extrait du jugement qui en décida ainsi : « Louis, par la grâce de Dieu, roi de France, etc., vu par le Conseil Supérieur la requête a lui présentée par Fabien-Louis Cuneo d'Ornano a ce qu'il plaise ordonner que le suppliant et ses descendants seront déclarés nobles de la première classe... Le Conseil Supérieur ayant admis les titres. produits comme bons, suffisants et valides, Déclarons le dit Fabien- Louis Cuneo d'Ornano et ses descendants nobles de noblesse prouvée, Ordonnons que lui et ses descendants jouiront des droits, prérogatives et prééminences attachés à la dite qualité, etc.
Fait le 1 avril 1771, et de Notre règne le cinquante sixième, etc. »
La famille Cuneo d'Ornano possède, depuis 1530, le titre de Marquis, en vertu des anciennes lois de la république de Gênes qui le reconnaissaient à ses patriciens résidant à l'étranger, et que les princes de l'Europe, notamment Charles Quint qui l'assimiler à celui de marquis du Saint-Empire, reconnurent également à tous les nobles génois. Ce titre fut, en France, reconnu en exécution de l'article 71 de la Charte de 1814.

## Personnalités
- François Cuneo d'Ornano (1756-1840), général de brigade ;
- Gustave Cuneo d'Ornano (1845-1906), député français, petit-fils du précédent ;
- Mireille Cuneo d'Ornano (1951), femme politique, députée européenne (2014-2019).

## Titres
- Marquis Cunéo d'Ornano (1530)[réf. nécessaire]
- Co-seigneur d'Ornano (1635)[réf. nécessaire]

## Armoiries
Parti : au 1 d'argent à deux lions affrontés de gueules enfonçant un coin de sable dans un bloc du même sur une terrasse de sinople ; au 2 de gueules à la tour donjonnée de trois pièces d'or.